# Campionati italiani di triathlon cross country del 2006
I Campionati italiani di triathlon cross country del 2006 (II edizione) sono stati organizzati dalla Federazione Italiana Triathlon e si sono tenuti a Villacidro in Sardegna, in data 4 giugno 2006.
Tra gli uomini ha vinto Luca Bonazzi (Triathlon Bergamo), mentre la gara femminile è andata per la seconda volta consecutiva a Stefania Bonazzi (Silca Ultralite).

## Risultati

### Élite uomini
| Pos. | Atleta              | Società sportiva             | Nuoto    | Bici     | Corsa    | Totale   |
| ---- | ------------------- | ---------------------------- | -------- | -------- | -------- | -------- |
|      | Luca Bonazzi        | Triathlon Bergamo            | 00:19:31 | 01:13:39 | 00:37:04 | 02:13:05 |
|      | Paolo Manara        | CUS Trento CTT               | 00:20:19 | 01:18:23 | 00:39:37 | 02:21:42 |
|      | Marco Conti         | Mens Sana                    | 00:19:29 | 01:18:58 | 00:41:38 | 02:23:05 |
| 4    | Cristiano Marchesin | ARC Busto Arsizio            | 00:19:40 | 01:20:51 | 00:39:26 | 02:23:20 |
| 5    | Alessandro Putzolu  | Villacidro Triathlon         | 00:21:49 | 01:20:16 | 00:39:53 | 02:25:08 |
| 6    | Fabrizio Fabbri     | Minerva Roma                 | 00:19:36 | 01:25:28 | 00:39:29 | 02:27:10 |
| 7    | Marco Pittau        | Villacidro Triathlon         | 00:19:43 | 01:22:26 | 00:42:40 | 02:27:46 |
| 8    | Maurizio Brassini   | ARC Busto Arsizio            | 00:20:28 | 01:24:25 | 00:39:37 | 02:27:46 |
| 9    | Pier Luigi Musu     | Survival                     | 00:18:23 | 01:27:37 | 00:40:06 | 02:29:10 |
| 10   | Danilo Mastino      | Villacidro Triathlon         | 00:23:54 | 01:20:32 | 00:41:06 | 02:29:15 |
| 11   | Maurizio Nislic     | Firenze Triathlon            | 00:23:59 | 01:22:13 | 00:40:12 | 02:29:31 |
| 12   | Matteo Marchisio    | T.M.T.                       | 00:21:30 | 01:23:32 | 00:42:08 | 02:30:23 |
| 13   | Christian Pastori   | Molinari Triathlon Team Como | 00:25:35 | 01:22:18 | 00:40:11 | 02:32:00 |
| 14   | Simone Calamai      | Firenze Triathlon            | 00:21:22 | 01:26:46 | 00:41:22 | 02:33:19 |
| 15   | Stefano Baghino     | Rari Nantes                  | 00:20:39 | 01:27:35 | 00:42:27 | 02:35:05 |
| 16   | Marco Fruner        | CUS Trento CTT               | 00:00:00 | 00:00:00 | 02:35:06 | 02:35:06 |
| 17   | Marco Canuzzi       | New Green Hill               | 00:22:36 | 01:24:26 | 00:44:25 | 02:35:31 |
| 18   | Riccardo Rosselli   | Nuoto Livorno 3              | 00:23:05 | 01:25:42 | 00:43:33 | 02:36:10 |
| 19   | Francesco Gariffo   | Nadir                        | 00:20:42 | 01:28:08 | 00:44:59 | 02:37:56 |
| 20   | Stefano Gabrielli   | Minerva Roma                 | 00:24:07 | 01:29:11 | 00:41:38 | 02:38:57 |
| 20   | Giorgio Innocenti   | Torrino Triathlon Team       | 00:28:18 | 01:20:13 | 00:44:07 | 02:38:57 |

### Élite donne
| Pos. | Atleta               | Società sportiva        | Nuoto    | Bici     | Corsa    | Totale   |
| ---- | -------------------- | ----------------------- | -------- | -------- | -------- | -------- |
|      | Stefania Bonazzi     | Silca Ultralite         | 00:21:13 | 01:29:31 | 00:45:44 | 02:39:44 |
|      | Marialuisa Tavernini | RP Action DDS           | 00:18:26 | 01:35:17 | 00:50:19 | 02:47:54 |
|      | Monica Lonardi       | Fumane Triathlon Zenage | 00:25:30 | 01:41:58 | 00:53:32 | 03:06:11 |
| 4    | Valeria Curridori    | Villacidro Triathlon    | 00:27:45 | 01:44:03 | 00:51:40 | 03:07:40 |
| 5    | Roberta Pittau       | Villacidro Triathlon    | 00:29:32 | 01:41:17 | 00:56:57 | 03:12:53 |
| 6    | Stefania Pacca       | Lazio Triathlon         | 00:31:10 | 01:48:13 | 00:48:25 | 03:12:59 |
| 7    | Roberta Tagliaferri  | Rari Nantes             | 00:25:08 | 02:05:14 | 00:53:00 | 03:28:19 |